# Ted Benoit
Thierry Benoit, conocido como Ted Benoit (Niort, 25 de julio de 1947-París, 30 de septiembre de 2016), fue un historietista e ilustrador francés. Uno de los principales representantes de la ligne claire, Benoit trabajó también para prensa y para publicidad, y fue autor de varios porfolios y afiches.

## Biografía
Después de sus estudios de cine en el IDHEC (Institut des hautes études cinématographiques), Benoit comenzó a trabajar como realizador para la televisión, ocupación que pronto abandonó para dedicarse al dibujo.
Su primer álbum fue Hôpital (en Humanoides Asociados), por el que recibió el premio al mejor guionista en el Festival d'Angoulême 1979.
Paralelamente colaboró con varias revistas, publicando primero dibujos y luego historietas: Geranonymo (hacia 1975), Métal hurlant (a partir de 1976), L'Écho des savanes (de 1976 a 1978), así como con el diario Libération y con la revista de historietas (À suivre). 
En 1981 publicó Vers la ligne claire, un auténtico manifiesto en el que homenajeó a Hergé y a Joost Swarte; Ray Banana, su protagonista, apareció también en Berceuse Électrique y Cité Lumière. Paralelamente, Benoit ilustró un número fuera de serie de Cahiers du Cinéma (Dans les griffes de l'ombre rouge, según el filme L'Ombre rouge de Jean-Louis Comolli), así como L'Homme de nulle part (diseños de Pierre Nedjar), y las memorias del ama de casa de Ray Banana, Thelma Ritter, personaje inspirado en la actriz y comediante estadounidense Thelma Ritter. 
Hacia finales de los años 1990, Benoit fue seleccionado para continuar las aventuras de Blake y Mortimer, de la que realizó dos álbumes.

## Valoración
Para Ignacio Vidal-Folch y Ramón de España, la primera obra de Benoit, Hospital (1979) es su mejor obra, a pesar de su progresivo dominio del medio.

## Obra

### Historietística

#### Álbumes
- 1979 : Hopital, edición Les Humanoïdes Associés
- 1981 : Vers la ligne claire, edición Les Humanoïdes Associés
- 1982 : Histoires vraies, guion Yves Cheraqui, edición Les Humanoïdes Associés
- 1982 : Berceuse électrique, Ray Banana T.1, edición Casterman
- 1986 : Cité Lumière, Ray Banana T.2, edición Casterman
- 1987 : Bingo Bongo et son combo congolais, edición Les Humanoïdes Associés
- 1989 : L'Homme de nulle part, Les mémoires de Thelma Ritter T.1, dibujo Pierre Nedjar, guion Ted Benoit, edición Casterman
- 1996 : L'Affaire Francis Blake, Blake et Mortimer T.13, guion Jean Van Hamme, edición Blake et Mortimer
- 2001 : L'Étrange Rendez-vous, Blake et Mortimer T.15, guion Jean Van Hamme, edición Blake et Mortimer
- 2004 : Playback, dibujo François Ayroles, adaptación por Ted Benoit de un guion de Raymond Chandler, edición Denoël

#### Tirajes de inicio
- 1982 : Berceuse Electrique, 1000 ejemplares firmados y numerados en papel Globe Impérial, cubierta de cartón y tela azul, con una etiqueta serigráfica pegada en la primera tapa, edición Casterman.
- 1996 : L'Affaire Francis Blake, 599 ejemplares + 30 HC, con serigrafía color firmada, edición Blake et Mortimer
- 2001 : L'Étrange Rendez-vous, 999 ejemplares + 50 HC + 1 ex libris + 14 páginas de croquis + cuaderno suplementario, numerado y firmado, edición Dargaud Benelux

### Ilustración
- 1981 : Dans les griffes de l'ombre rouge, textos de Jean Louis Comolli según el film epónimo, edición Les Cahiers du Cinéma
- 1986 : C'était dans le journal, edición Crapule
- 1994 : L'Homme qui ne transpirait pas, Une journée dans la vie de Ray Banana, edición Reporter
- 2001 : L'Œuf du mystère, edición Le 9e Monde
- 2011 : 60. Ray Banana (en ligne pas si claire), edición Alain Beaulet

### Colectivas
- 1987 : Je me souviens du cinéma, obra de Gérard Lenne ilustrada por varios diseñadores, edición Griot
- 1987 : Les Magiciens d'eau, colectivo a beneficio de la Fondation Balavoine, 2 planchas de historietas, ediciones Bandes Originales
- 1991 : Fétiches, 1 plancha, ediciones Variations-Groupe Graphique.
- 2004 : Chansons pour les yeux, obra sobre Jean-Jacques Goldman, 4 planchas, edición Delcourt
- 2005 : Monsieur Mouche tome II, colectivo sobre textos de Jean-Luc Coudray, 1 ilustración, ediciones Zanpano
- 2005 : Les Beaux Dessins, obra sobre Francis Cabrel, 4 planchas, edición Delcourt
- 2007 : Bloody Birthday, obra colectiva para el 10° aniversario del salon du polar de la ville de Montigny-lès-Cormeilles, edición La Branche
- 2009 : Les Films du Crayon, obra colectiva, un afiche, edición Alain Beaulet
- 2009 : La Frite sauvage, obra colectiva, edición Alain Beaulet
- 2010 : Les Nus du Crayon, libro colectivo recopilación de dibujos de miembros de la Association Le Crayon, (BDArtist(e))
- 2011 : Rock'n'roll antédiluvien, libro colectivo recopilación de dibujos para el Festival d'Angoulême 2011, edición BDMusic

### Porfolios
- 1986 : Automobiles, livre-portfolio détachable, edición Casterman
- 1987 : Passage vers l'oubli/Doorway to oblivion, edición Ludovic Trihan
- 1990 : Home of the Brave/New-York Miami, edición Bardani
- 1996 : L'Affaire Blake, edición Champaka
- 2001 : Cars, edición Champaka
- 2001 : L'Étrange Rendez-vous, edición Champaka
- 2001 : Portraits, edición Ziggourat
- 2001 : Fall Guy, (porfolio en serigrafía ; 444 ejemplares numerados y firmados por el artista), edición Le 9e Monde

### Recopilación de obras y monografías
- 1985 : La Peau du léopard, textos de Madeleine De Mille, ediciones Albin Michel
- 1996 : Blake et Mortimer, histoire d'un retour, entrevistas con Jean Van Hamme y Ted Benoit, por Jean-Luc Cambier y Eric Verhoest, ediciones Blake et Mortimer
- 2006 : Un nouveau monde, recopilación de dibujos, textos de Jean-Luc Cambier y Eric Verhoest, ediciones Dargaud

#### Tirajes de inicio
- 1985 : La Peau du léopard, 450 ejemplares + 50 HC, numerados y firmados, con una serigrafía y una cubierta, edición Albin Michel
- 1985 : La Peau du léopard, 250 ejemplares + 50 HC, numerados y firmados, con una serigrafía y una cubierta en falsa piel de leopardo, ediciones GGEF

#### Serigrafías
- 1982 : Ray Banana, 68 x 50 cm, numeradas y firmadas, Galería Totem
- 1983 : Une sortie mouvementée, Image d’Épinal, numeradas y firmadas, Imaginería Pellerin
- 1983 : Portrait d'Yves Chaland, numerados y firmados, Ediciones Magic Strip
- 1989 : Designing the Tucker Torpedo, 70 x 50 cm, 500 ejemplares numerados y firmados, Ediciones Champaka
- 1991 : Le Défilé Arumbaya, 70 x 50 cm, 350 ejemplares numerados y firmados, Ediciones Champaka
- 1993 : Le Maillot rouge, 128 x 95 cm, 125 ejemplares numerados y firmados, Ediciones Champaka
- 1993 : Les 4 Chaises, 128 x 95 cm, 125 ejemplares numerados y firmados, Ediciones Champaka
- 1996 : L'Affaire Francis Blake, 75 x 55 cm, 199 ejemplares numerados y firmados, Ediciones Champaka
- 1997 : Aux Portes de l'Aventure, 77 x 63 cm, 199 ejemplares numerados y firmados, Ediciones Champaka
- 1998 : Les Hommes en noir, 80 x 60 cm, 175 ejemplares numerados y firmados, Ediciones Champaka
- 2001 : L'Étrange Rendez-Vous, 80 x 60 cm, 199 ejemplares numerados y firmados, Ediciones Champaka
- 2003 : Paris - Villa Arpel, 75 x 55 cm, 150 exemplaires numérotés et signés, Éditions Champaka
- 2008 : Atomium : 21st Century Atomic Girls, 80 x 60 cm, 199 ejemplares numerados y firmados, Ediciones Champaka
- 2011 : Blake et Mortimer by Ted Benoit, 70 x 50 cm, 89 ejemplares numerados y firmados, Ediciones Gomb-R